# بلود بلاتار
بلود بلاتار Blodplättar (باللغة السويدية ؛ blodpannekaker ، أو verilettu باللغة الفنلندية ؛ verikäkk باللغة الإستونية) ، أو فطائر الدم بالإنجليزية هي طبق يتم تقديمه في فنلندا وإستونيا والسويد والنرويج مصنوع من الدم المخفوق (عادةً دم الرنة) والماء أو بيلسنر والدقيق والبيض.  إنه مشابه للبودنج الأسود ، لكنه أرق وأكثر هشاشة. 
يمكن قلي بلود بلاتار في مقلاة . يتم تقديم الفطائر عادةً مع التوت البري المسحوق أو مربى عنب الثور ، وأحيانًا مع لحم الخنزير أو لحم غزال الرنة . 
في السويدية ، يمكن استخدام الكلمة أيضًا للإشارة إلى الصفائح الدموية. 

## أنظر أيضا
- بلودبالت

## روابط خارجية
- صورة فيريوهوكاينن الفنلندية